# Nebeur
Nebeur (arabe : نبر) est une ville du Nord-Ouest de la Tunisie.
Rattachée administrativement au gouvernorat du Kef, elle forme une municipalité comptant 3 299 habitants en 2014. Elle est également le chef-lieu d'une délégation.
La chanteuse Saliha est native de cette localité.